# Dr. Maurício
Maurício Lemes de Carvalho, (Santa Rita de Caldas, 27 de janeiro de 1950), mais conhecido como Dr. Maurício, é um político brasileiro, médico, produtor rural e empresário. Foi Prefeito de Ouro Fino por dois mandatos e atualmente é deputado estadual na Assembleia Legislativa de Minas Gerais.

## Biografia
Dr. Maurício nasceu em 27 de janeiro de 1950, no município de Santa Rita de Caldas, no Sul de Minas, filho de Antonio Lemes Fonseca e Áurea Carvalho. Durante a adolescência, cursou o ensino médio no município de Pouso Alegre. Já em sua juventude, chegou a atuar, por cinco anos, como Professor do Ensino Médio e pré-vestibular de Química e Biologia, em Uberaba.
Se formou em Medicina na Universidade Federal do Triângulo Mineiro, em Uberaba, onde foi diretor do Centro Acadêmico. Realizou sua residência médica em Santos e se especializou em ortopedia e traumatologia, chegando a membro titular da Sociedade Brasileira de Ortopedia e Traumatologia (SBOT). Durante a década de 1980 se mudou para Ouro Fino, onde foi o diretor clínico da Casa da Caridade do município entre os anos de 1984 e 1985. Ainda em Ouro Fino se estabeleceu e constituiu família, sendo pai de três filhos, também médicos.

## Trajetória Política
Em 2012, Maurício Lemes Carvalho, agora no PMDB, foi eleito prefeito em Ouro Fino com 11.441 votos.  Já em 2016 foi reeleito com 15.188 votos  e encerrando o mandato com aprovação de 92% da população.
Enquanto prefeito de Ouro Fino, recebeu o prêmio de Melhor Gestão de Recursos Públicos pela Associação dos Municípios Mineiros (AMM). Também foi presidente da Associação dos Municípios do Alto do Rio Pardo (Amarp) entre os anos de 2019 e 2020.
Dr. Maurício também foi presidente do Conselho Fiscal no Consórcio Samu Regional de Varginha, também por duas ocasiões.
Em 2022, foi eleito deputado estadual em Minas Gerais, pelo Partido Novo, com a votação de 50.025 votos.